# Cyathea marattioides
Cyathea marattioides är en ormbunkeart som beskrevs av Carl Ludwig Willdenow och Georg Friedrich Kaulfuss. Cyathea marattioides ingår i släktet Cyathea och familjen Cyatheaceae. Inga underarter finns listade.